# Io sto bene
Io sto bene è un film del 2020 diretto da Donato Rotunno. La pellicola è principalmente in lingua italiana, ma in totale gli idiomi utilizzati sono quattro (italiano, francese, lussemburghese e inglese).

## Trama
Antonio ha vissuto la sua intera vita in Lussemburgo, lontano dalla sua terra natale in Italia. Ormai in pensione e a pochi mesi dalla scomparsa di sua moglie Mady, incontra Leo, una giovane ragazza italiana che sta cercando di affermarsi nel mondo della musica come Video jockey. I loro destini collidono e in un gioco di ricordi tra passato e presente cercano di trovare un futuro migliore per entrambi.

## Colonna sonora
La musica originale del film è composta da Massimo Zamboni, frontman del gruppo CCCP - Fedeli alla linea.

## Distribuzione
Ad ottobre 2020, il film è stato presentato fuori concorso al Festival di Roma Alice nella città, mentre a luglio 2021 vede la sua prima presentazione internazionale, in concorso al Festival del Film di Mons, in Belgio, prima di debuttare in Lussemburgo sul grande schermo ad ottobre 2021.
Il 25 ottobre 2021, Io sto bene viene scelto per rappresentare il Lussemburgo agli Oscar.